# Пам'ятки архітектури національного значення Закарпатської області
У Закарпатській області нараховується 137 пам'яток архітектури національного значення.
| № п/п                     | Найменування пам'ятки                               | Датування                 | Місцезнаходження             | Охоронний номер та номер у комплексі |
| ------------------------- | --------------------------------------------------- | ------------------------- | ---------------------------- | ------------------------------------ |
| м. Ужгород                |                                                     |                           |                              |                                      |
| 1                         | Замок-фортеця (мур.)                                | 10 — 16 ст.               | вул. Капітульна, 33          | 163 / 0                              |
| 2                         | Хрестовоздвиженський кафедральний собор (мур.)      | 1646 — 1848 рр.           | вул. Капітульна, 11          | 164 / 0                              |
| 3                         | Резиденція єпископа (мур.)                          | 1646 р.                   | вул. Капітульна, 9           | 165 / 0                              |
| 4                         | Будинок правління Ужанського комітату (мур.)        | 1809 р.                   | пл. Жупанатська, 3           | 166 / 0                              |
| 5                         | Шпихлір і винний погріб (мур.)                      | 1781 р.                   | вул. Ракоці, 2               | 1107 / 0                             |
| 6                         | Садибний будинок у Радванці (мур.)                  | к.16 ст.                  | вул. Дієндеші, 8             | 167 / 0                              |
| 7                         | Шелестівська Михайлівська церква (дер.)             | 1777 р.                   | вул. Капітульна, 33 а        | 172 / 0                              |
| 8                         | Горянська церква Св. Миколи (мур.)                  | 12 — 14 ст.               | пров. Музейний               | 190 / 0                              |
| м. Мукачеве               |                                                     |                           |                              |                                      |
| 9                         | Замок «Паланок» (мур.)                              | 14 — 18 ст.               | Замкова гора                 | 168 / 0                              |
| 10                        | Палац графів Шенборнів «Білий палац» (мур.)         | 1667 — 1748 рр.           | вул. Миру, 26 — 28           | 169 / 0                              |
| 11                        | Каплиця Св. Мартина (мур.)                          | 14 ст.                    | вул. Миру, 51                | 170 / 0                              |
| 12                        | Миколаївський монастир (мур.) :                     | 1360 — 1806 рр.           | вул. Північна, 2             | 171 / 0                              |
| 13                        | Миколаївська церква (мур.)                          | 1789 — 1806 рр.           | вул. Північна, 2             | 171 / 1                              |
| 14                        | Келії з дзвіницею (мур.)                            | 1772 р.                   | вул. Північна, 2             | 171 / 2                              |
| Берегівський р — н        |                                                     |                           |                              |                                      |
| м. Берегове               |                                                     |                           |                              |                                      |
| 15                        | Ансамбль споруд «Граф-ського двору» (мур.):         | 1629 р.                   | вул. Г.Бетлена, 1            | 1108 / 0                             |
| 16                        | Палац князя Г.Бетлена (мур.)                        | 1629 — 1857 рр.           | вул. Г.Бетлена, 1            | 1108 / 1                             |
| 17                        | Каретна і зерносховище (мур.)                       | 1629 — 1686 рр.           | вул. Г.Бетлена, 1            | 1108 / 2                             |
| 18                        | Стайні (мур.)                                       | 1629 — 1686 рр.           | вул. Г.Бетлена, 1            | 1108 / 3                             |
| 19                        | Костел (мур.)                                       | 13 — 15 ст.               | вул. Шандора Петефі, 30      | 1109 / 0                             |
| 20                        | Костел (мур.)                                       | 13 — 19 ст.               | вул. Тиноди                  | 173 / 0                              |
| 21                        | Костел (мур.)                                       | к. 14 ст.                 | с. Добросілля                | 1110 / 0                             |
| 22                        | Костел (мур.)                                       | 13 — 14 ст.               | с. Зміївка                   | 1111 / 0                             |
| 23                        | Замок (руїни) (мур.)                                | 12 — 13 ст.               | с. Квасове                   | 1113 / 0                             |
| 24                        | Костел (руїни) Йоана Хрестителя (мур.)              | 1117 р. — 16 ст.          | с. Мужієве                   | 1112 / 0                             |
| 25                        | Реформаторська церква з дзвіницею (зміш.)           | 1753 р.                   | с. Четове                    | 812 / 0                              |
| Великоберезнянський р — н |                                                     |                           |                              |                                      |
| 26                        | Церква Св. Ганни (дер.)                             | 17 ст. — 1792 р.          | с. Буківцеве                 | 188 / 0                              |
| 27                        | Михайлівська церква (дер.)                          | 1700 р.                   | с. Вишка                     | 189 / 0                              |
| 28                        | Миколаївська церква (дер.)                          | 1655 р.                   | с. Гусний                    | 191 / 1                              |
| 29                        | Дзвіниця Миколаївської церкви (дер.)                | 18 ст.                    | с. Гусний                    | 191 / 2                              |
| 30                        | Покровська церква (дер.)                            | 1645, 1761 рр.            | с. Кострина                  | 192 / 0                              |
| 31                        | Василівська церква (дер.)                           | 1703, 1834 рр.            | с. Сіль                      | 1114 / 0                             |
| 32                        | Предтечинська церква (дер.)                         | 1700, 1769 рр.            | с. Сухий                     | 196 /0                               |
| 33                        | Михайлівська церква (дер.)                          | 1745 р.                   | с. Ужок                      | 198 / 1                              |
| 34                        | Дзвіниця Михайлівської церкви (дер.)                | 1745 р.                   | с. Ужок                      | 198 / 2                              |
| 35                        | Миколаївська церква (дер.)                          | 17 ст., 1794 р.           | с. Чорноголова               | 199 / 0                              |
| Виноградівський район     |                                                     |                           |                              |                                      |
| м. Виноградів             |                                                     |                           |                              |                                      |
| 36                        | Францисканський монастир (мур.) :                   | 15 — 19 ст.               | вул. Миру, 3                 | 174 / 0                              |
| 37                        | Костел (мур.)                                       | 15 ст. — 1889 р.          | вул. Миру, 3                 | 174 / 1                              |
| 38                        | Корпус келій (мур.)                                 | 15 — 19 ст.               | вул. Миру, 3                 | 174 / 2                              |
| 39                        | Вознесенський костел (мур.)                         | 13 — 15 ст.               | вул. Миру, 12                | 175 / 0                              |
| 40                        | Садиба барона Перені (мур.):                        | 16 — 18 ст.               | вул. Радянська, 10           | 176 / 0                              |
| 41                        | Палац банора Перені (мур.)                          | 16 — 17 ст.               | вул. Радянська, 10           | 176 / 1                              |
| 42                        | Службові флігелі (мур.)                             | 17 — 18 ст.               | вул. Радянська, 10           | 176 / 2                              |
| 43                        | Брама (мур.)                                        | 17 — 18 ст.               | вул. Радянська, 10           | 176 / 3                              |
| 44                        | Парк                                                | 18 — 19 ст.               | вул. Радянська, 10           | 176 / 4                              |
| 45                        | Уточанський замок (руїни) (мур.)                    | 14 — 16 ст.               | вул. Коцюбинського           | 177 / 0                              |
| 46                        | Костел Св. Єлени (мур.)                             | 1788 р.                   | смт. Вилок                   | 1115 \ 0                             |
| 47                        | Замок (мур.)                                        | 14 ст.                    | смт. Королеве                | 178 / 0                              |
| 48                        | Успенська церква (дер.)                             | 17 ст.                    | с. Новоселиця                | 181 / 1                              |
| 49                        | Дзвіниця Успенської церкви (дер.)                   | 17 ст.                    | с. Новоселиця                | 181 / 2                              |
| 50                        | Стрітенська церква (дер.)                           | 15 ст., 1750 р.           | с. Руська Долина             | 1116 / 0                             |
| 51                        | Церква (мур.)                                       | 14 — 19 ст.               | с. Шаланки                   | 1117 / 0                             |
| Воловецький р — н         |                                                     |                           |                              |                                      |
| 52                        | Святодухівська церква (дер.)                        | 18 ст.                    | с. Гукливий                  | 186 / 1                              |
| 53                        | Дзвіниця Святодухівської церкви (дер.)              | 18 ст.                    | с. Гукливий                  | 186 / 2                              |
| 54                        | Миколаївська церква (дер.)                          | п. 20 ст.                 | с. Задільське                | 1118 / 1                             |
| 55                        | Дзвіниця Миколаївської церкви (дер.)                | п. 20 ст.                 | с. Задільське                | 1118 / 2                             |
| 56                        | Іллінська церква (дер.)                             | 1898 р.                   | с. Тишів                     | 1119 / 1                             |
| 57                        | Дзвіниця Іллінської церкви (дер.)                   | 1898 р.                   | с. Тишів                     | 1119 / 2                             |
| 58                        | Святодухівська церква (дер.)                        | 18 — к. 19 ст.            | с. Котельниця                | 1121 / 1                             |
| 59                        | Дзвіниця Святодухівської церкви (дер.)              | к. 10 ст.                 | с. Котельниця                | 1121 / 2                             |
| 60                        | Вознесенська церква (дер.)                          | 18 — к. 19 ст.            | с. Ялове                     | 1120 \ 1                             |
| 61                        | Дзвіниця Вознгесенської церкви (дер.)               | к. 19 ст.                 | с. Ялове                     | 1120 / 2                             |
| Іршавський р — н          |                                                     |                           |                              |                                      |
| 62                        | Палац-фортеця (мур.)                                | 1712 — 1798 рр.           | смт. Довге, вул. Перемоги, 3 | 1122 / 0                             |
| 63                        | Покровська церква (дер.)                            | 18 ст. — 1839 р.          | с.Дешковиця                  | 1123 / 1                             |
| 64                        | Дзвіниця Покровської церкви (дер.)                  | 1839 р.                   | с. Дешковиця                 | 1123 / 2                             |
| 65                        | Михайлівська церква (дер.)                          | 1658 р.                   | с. Івашковиця                | 179 / 1                              |
| 66                        | дзвіниця Михайлівської церкви (дер.)                | 1658 р.                   | с. Івашковиця                | 179 / 2                              |
| 67                        | Монастир (мур.) :                                   | 18 ст.                    | с. Імстичеве                 | 1124 / 0                             |
| 68                        | Михайлівська церква (мур.)                          | 18 ст.                    | с. Імстичеве                 | 1124 / 1                             |
| 69                        | Корпус келій (мур.)                                 | 18 ст.                    | с. Імстичеве                 | 1124 / 2                             |
| 70                        | Введенська церква (дер.)                            | 1734 р.                   | с. Локіть                    | 180 / 0                              |
| Міжгірський р -н          |                                                     |                           |                              |                                      |
| 71                        | Введенська церква (дер.)                            | 1808 р.                   | с. Буківець                  | 212 / 1                              |
| 72                        | Дзвіниця Введенської церкви (дер.)                  | 1808 р.                   | с. Буківець                  | 212 / 2                              |
| 73                        | Миколаївська церква (дер.)                          | 1804 р.                   | с. Верхній Студений          | 213 / 1                              |
| 74                        | Дзвіниця Миколаївської церкви (дер.)                | 1804 р.                   | с. Верхній Студений          | 213 / 2                              |
| 75                        | Миколаївська церква (дер.)                          | 17 ст. — 1798 р.          | с. Ізки                      | 215 / 1                              |
| 76                        | Дзвіниця Миколаївської церкви (дер.)                | 1798 р.                   | с. Ізки                      | 215 / 2                              |
| 77                        | Святодухівська церква (дер.)                        | 1795 р.                   | смт. Колочава                | 216 / 1                              |
| 78                        | Дзвіниця Святодухівської церкви (дер.)              | 1795 р.                   | смт. Колочава                | 216 / 2                              |
| 79                        | Михайлівськк церква (дер.)                          | 18 ст., 1818 р.           | с. Негровець                 | 219 / 1                              |
| 80                        | Дзвіниця Михїайлівської церкви (дер.)               | 1818 р.                   | с. Негровець                 | 219 / 2                              |
| 81                        | Благовіщенська церква (дер.)                        | 1820 р.                   | с. Негровець                 | 226 / 1                              |
| 82                        | Дзвіниця Благовіщенської церкви (дер.)              | 1820 р.                   | с. Негровець                 | 226 / 2                              |
| 83                        | Церква Різдва Богородиці (дер.)                     | 1780 р.                   | с. Пилипець                  | 221 / 1                              |
| 84                        | Дзвіниця церкви Різдва Богородиці (дер.)            | 1780 р.                   | с. Пилипець                  | 221 / 2                              |
| 85                        | Миколаївська церква (дер.)                          | к. 17 ст., 1785 р.        | с. Подобовець                | 1125 / 1                             |
| 86                        | Дзвіниця Миколаївської церкви (дер.)                | 1785 р.                   | с. Подобовець                | 1125 / 2                             |
| 87                        | Миколаївська церква (дер.)                          | 1797 р.                   | с. Присліп                   | 222 / 1                              |
| 88                        | Дзвіниця Миколаївської церкви (дер.)                | 1797 р.                   | с. Присліп                   | 222 / 2                              |
| 89                        | Дмитрівська церква (дер.)                           | 1780 р.                   | с. Репінне                   | 223 / 0                              |
| 90                        | Введенська церква (дер.)                            | 1759 р.                   | с. Розтока                   | 224 / 1                              |
| 91                        | Дзвіниця Введенської церкви (дер.)                  | 1759 р.                   | с. Розтока                   | 224 / 2                              |
| 92                        | Миколаївська церква (дер.)                          | 17 ст., 1751 р.           | с. Рокити                    | 225 / 1                              |
| 93                        | Дзвіниця Миколаївської церкви (дер.)                | 1751 р.                   | с. Рокити                    | 225 / 2                              |
| 94                        | Покровська церква (дер.)                            | 1817 р.                   | с. Синевірська Поляна        | 1126 / 1                             |
| 95                        | Дзвіниця Покровської церкви (дер.)                  | 1817 р.                   | с. Синевірська Поляна        | 1126 / 2                             |
| 96                        | Введенська церква (дер.)                            | 1809 р.                   | с. Торунь                    | 1127 / 1                             |
| 97                        | Дзвіниця Введенської церкви (дер.)                  | 1809 р.                   | с. Торунь                    | 1127 / 2                             |
| Мукачівський р — н        |                                                     |                           |                              |                                      |
| 98                        | `Дмитрівська церква (дер.)                          | 17 ст., 1758 р., 1910 р.  | с. Вільховиця                | 184 / 0                              |
| 99                        | Палац графів Шенборнів (мур.)                       | 1890 — 1895 рр.           | смт. Чинадієве               | 1128 / 0                             |
| 100                       | Замок (мур.)                                        | 17 ст.                    |                              | 183 \ 0                              |
| Перечинський р — н        |                                                     |                           |                              |                                      |
| 101                       | Василівська церква (дер.)                           | 17 ст., 1748 р.           | с. Лікіцари                  | 193 / 1                              |
| 102                       | Дзвіниця Василівської церкви (зміш.)                | 19 — 20 ст.               | с. Лікіцари                  | 193 / 2                              |
| Рахівський р — н          |                                                     |                           |                              |                                      |
| 103                       | Вознесенська (Струків-ська) церква (дер.)           | 1824 р.                   | смт. Ясіня                   | 201 / 1                              |
| 104                       | Дзвіниця Вознесенської (Струківської) церкви (дер.) | 1813 р.                   | смт. Ясіня                   | 201 / 2                              |
| 105                       | Успенська церква (дер.)                             | 1750 р.                   | с. Ділове                    | 203 / 0                              |
| 106                       | Вознесенська церква (дер.)                          | 18 ст.                    | смт. Кобилецька Поляна       | 204 / 1                              |
| 107                       | Дзвіниця Вознесенської церкви (дер.)                | 18 ст.                    | смт. Кобилецька Поляна       | 204 / 2                              |
| 108                       | Петропавлівська церква (дер.)                       | 1780 р.                   | с. Лазещина                  | 206 / 1                              |
| 109                       | Дзвіниця Петропав-лівської церкви (дер.)            | 1780 р.                   | с. Лазещина                  | 206 / 2                              |
| 110                       | Миколаївська церква (верхня) (дер.)                 | 1428 р., 1600 р., 1760 р. | с. Середнє Водяне            | 208 / 1                              |
| 111                       | Дзвіниуя Миколаївської (верхньої) церкви (дер.)     | 18 ст.                    | с. Середнє Водяне            | 208 / 2                              |
| 112                       | Миколаївська церква (нижня) (дер.)                  | с. 17 ст.                 | с. Середнє Водяне            | 209 / 0                              |
| Свалявський р — н         |                                                     |                           |                              |                                      |
| 113                       | Миколаївська церква (дер.)                          | 1588, 1759 рр.            | м. Свалява (Бистрий)         | 185 / 0                              |
| Тячівський р — н          |                                                     |                           |                              |                                      |
| 114                       | Реформаторський костел                              | 13 — 18 ст.               | м. Тячів                     | 200 / 0                              |
| 115                       | Миколаївська церква (дер.)                          | 1604 р. — п.п. 18 ст.     | с. Діброва                   | 202 / 1                              |
| 116                       | Дзвіниуя Миколаївської церкви (дер.)                | п.п.18 ст.                | с. Діброва                   | 202 / 2                              |
| 117                       | Миколаївська церква (дер.)                          | 1470 р., 16 ст., 1770 р.  | с. Колодне                   | 205 / 1                              |
| 118                       | Дзвіниуя Миколаївської церкви (дер.)                | п.п.18 ст.                | с. Колодне                   | 205 / 2                              |
| 119                       | Михайлівська церква (дер.)                          | 1813 р.                   | с. Нересниця                 | 207 / 0                              |
| Ужгородський р — н        |                                                     |                           |                              |                                      |
| 120                       | Реформаторський костел (мур.)                       | 1729 р.                   | с. Комарівці                 | 1130 / 0                             |
| 121                       | Костел (мур.)                                       | 19 ст.                    | с. Тарнівці                  | 1131 / 0                             |
| 122                       | Костел (мур.)                                       | 15 — 19 ст.               | с. Часлівці                  | 1132 / 0                             |
| 123                       | Замок (мур.)                                        | 12 — 15 ст.               | с. Невицьке                  | 194 / 0                              |
| 124                       | Замок (мур.)                                        | 12 — 13 ст.               | смт. Середнє                 | 195 / 0                              |
| 125                       | Костел (мур.)                                       | 15 ст.                    | с. Струмківка                | 197 / 0                              |
| Хустський р — н           |                                                     |                           |                              |                                      |
| м. Хуст                   |                                                     |                           |                              |                                      |
| 126                       | Руїни замку (мур.)                                  | 11 -12 ст., 14 — 16 ст.   |                              | 210 / 0                              |
| 127                       | Єлизаветинський костел (мур.)                       | 14 — 15 ст.               |                              | 211 / 0                              |
| 128                       | Миколаївська церква (дер.)                          | 1779 р.                   | с. Данилове                  | 214 / 1                              |
| 129                       | Дзвіниця Миколаївської церкви (дер.)                | 1779 р.                   | с. Данилове                  | 214 / 2                              |
| 130                       | Михайлівська церква (дер.)                          | 1688 р.                   | с. Крайникове                | 217 / 1                              |
| 131                       | Дзвіниця Михайлівської церкви (дер.)                | 1688 р.                   | с. Крайникове                | 217 / 2                              |
| 132                       | Церква Св. Параскеви (дер.)                         | 15 ст., 1753 р.           | с. Олександрівка             | 220 / 1                              |
| 133                       | Дзвіниця церкви Св. Параскеви (дер.)                | 1753 р.                   | с. Олександрівка             | 220 / 2                              |
| 134                       | Миколаївська церква (дер.)                          | п. 17 ст., 1704 р.        | с. Сокирниця                 | 227 / 1                              |
| 135                       | Дзвіниця Миколаївської церкви (дер.)                | 1770 р.                   | с. Сокирниця                 | 227 / 2                              |
| 136                       | Церква Різдва Богородиці (дер.)                     | 1643 р., 1797 р.          | с. Стеблівка                 | 228 / 1                              |
| 137                       | Дзвіниця церкви Різдва Богородиці (дер.)            | 1797 р.                   | с. Стеблівка                 | 228 / 2                              |
|                           |                                                     |                           |                              |                                      |